# Ierbar

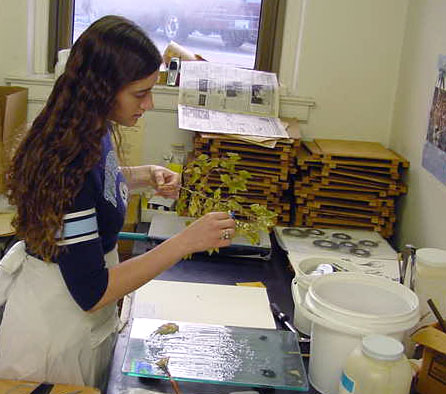
Prepararea unui ierbar

Un ierbar este o colecție de specimene de plante, de obicei uscate și prinse pe o foaie de hârtie, dar uneori conservate în alcool sau alte substanțe de prezervare. În micologie, acest termen se referă la prezervarea ciupercilor.

## Prezervarea specimenelor
Pentru a le prezerva forma și culoarea, plantele sunt puse între foi de hârtie absorbantă, și apoi uscate și presate, de obicei cu o presă de plante. Când sunt gata preparate, se prind de o foaie tare de hârtie albă, și marcate cu datele esențiale. Foaia este apoi pusă într-o cutie protectoare.

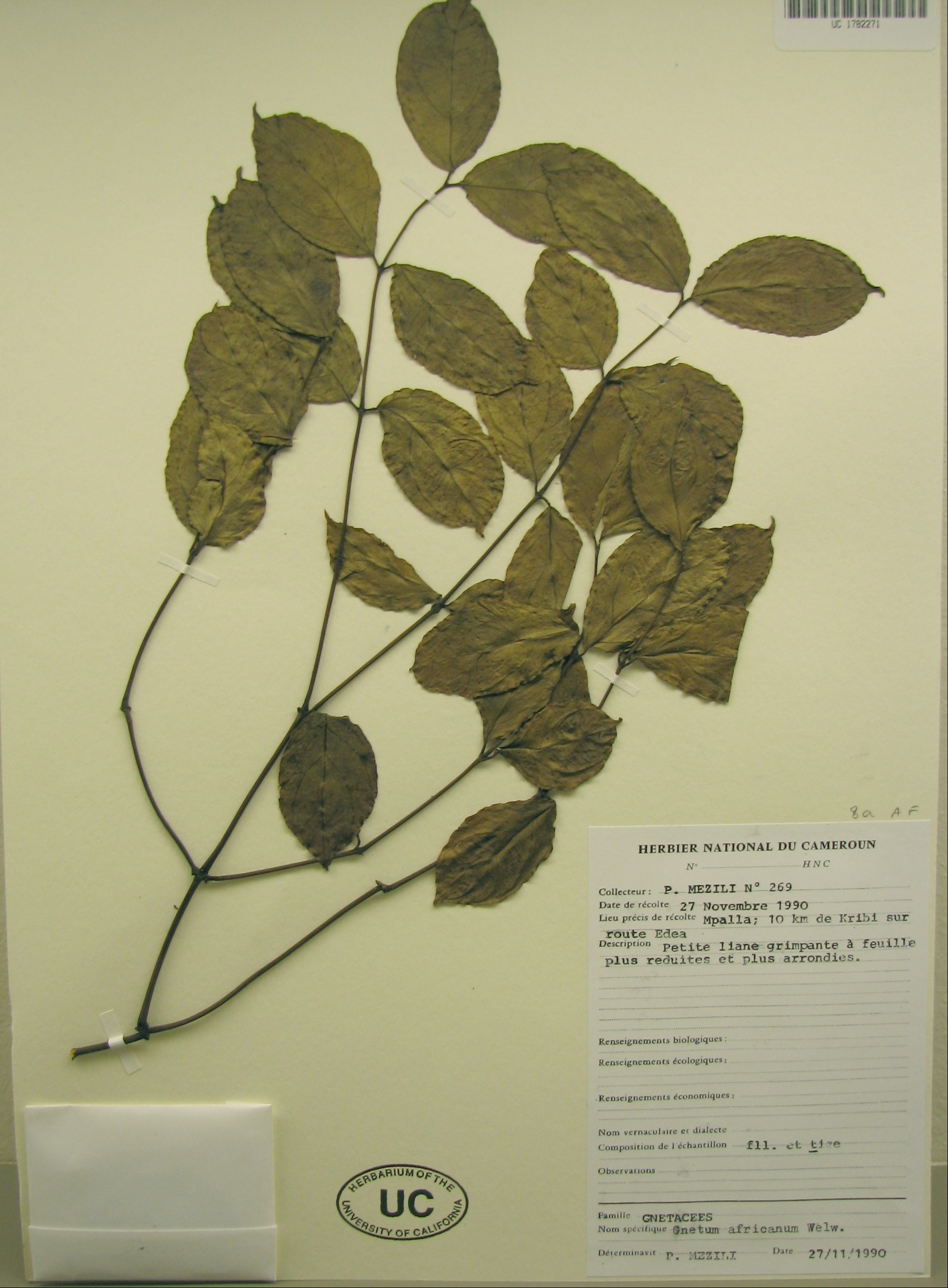
Plantă dintr-un ierbar

## Utilizare
Ierbarele sunt esențiale pentru studiul taxonomiei plantelor, a distribuției geografice, și stabilizarea nomenclaturii. De aceea este important să fie prezervate cât mai multe părți ale plantei: florile, tulpinile, frunzele, semințele, fructele etc.

## Unele dintre cele mai mari ierbare din lume
- Muséum National d'Histoire Naturelle, Paris, Franța
- New York Botanical Garden, New York, SUA
- Institutul botanic Komarov, St. Petersburg, Rusia
- Royal Botanic Gardens, Kew, Anglia
- Conservatoire et Jardin botaniques de la Ville de Genève, Geneva, Elvația
- Missouri Botanical Garden, St. Louis, Missouri, SUA)
- British Museum of Natural History, Londra, Anglia
- Harvard University, Cambridge, Massachusetts, SUA
- Swedish Museum of Natural History, Stockholm, Suedia
- United States National Herbarium (Smithsonian Institution), Washington, DC, SUA)
- Nationaal Herbarium Nederland, Leiden, Olanda
- Université Montpellier (MPU) (Montpellier, France)
- Université Claude Bernard (LY) (Villeurbane Cedex, France)
- Grădina botanică națională a Belgiei, Meise, Belgia
- Universitatea din Helsinki, Helsinki, Finlanda
- Botanischer Garten und Botanisches Museum Berlin-Dahlem, Zentraleinrichtung der Freien Universität Berlin, Berlin, Germania
- The Field Museum, Chicago, Illinois, SUA
- Universitatea din Copenhagen, Copenhaga, Danemarca